# Língua napolitana
Napolitano é uma língua românica, falada na cidade e na região de Nápoles, Campânia, e também em parte do sul da Itália incluindo algumas zonas do Lácio, Abruzos, Molise, Basilicata, norte da Calábria, e o norte e centro de Apúlia. Em 1976, havia 7.047.299 falantes nativos (estimativas mais recentes mostram que o número pode ser superior a 7 800 000).
Por razões geográficas, históricas e políticas, "napolitano" é o nome dado ao grupo de dialetos falados no sul da Itália, historicamente unidos em torno de Nápoles durante o Reino de Nápoles e o Reino das Duas Sicílias. As diversas variações desta língua incluem o napolitano, irpino, cilentano, lacial meridional, molisano, dauno-apenínico, gargânico, ápulo-barês, lucano norocidental, lucano nororiental, lucano central, área arcaica lucano-calabresa e calabrês setentrional. A língua como um todo é vítima de seu status de "língua sem prestígio".
É geralmente considerada uma língua românica ocidental, porém alguns a classificam como uma língua românica meridional. Existem algumas diferenças entre os vários dialetos, mas todos são mutuamente inteligíveis com o napolitano. O napolitano e o italiano não são totalmente compreensíveis, com algumas diferenças gramaticais, como os substantivos em sua forma neutra e em seu plural. Sua evolução foi similar à do Italiano e das outras línguas românicas de suas raízes do Latim vulgar. Também se desenvolveu com uma influência da língua osca, que é percebida pela pronúncia do d soando como um r (rotacismo), mas somente quando o d está no começo de uma palavra, ou entre duas vogais (ex.- "doje" ou "duje" (dois, respectivamente em sua forma feminina e masculina), pronunciado, e às vezes escrito como "roje"/"ruje", vedé (ver), pronunciado como "veré", e geralmente escrito assim, o mesmo para cadé/caré (cair), e Madonna/Maronna). Alguns especialistas dizem que o rotacismo é um fenômeno mais recente. Outras influências da língua osca são a pronúncia do grupo de consoantes "nd" (do Latim) como "nn" (ex.- "munno" (mundo, comparado com o italiano "mondo"), "quanno" (quando, comparado com o italiano "quando") etc.), e a pronúncia do grupo de consoantes "mb" (do Latim) como "mm" (ex.- tammuro (tambor), comparado com o italiano "tamburo"). Também deve ser notada a época em que Nápoles era uma cidade que falava grego, no século IX, e o grego também afetou a língua napolitana. Nunca houve uma tentativa com êxito de padronizar a língua (ex.- ao consultar três dicionários diferentes, você poderá encontrar três palavras diferentes para árvore, arbero, arvero e àvaro).
Existe uma rica história literária, música e teatral em napolitano (notavelmente Giambattista Basile, Eduardo de Filippo, Salvatore di Giacomo e Totò).
Esta língua não tem estatuto legal dentro da Itália, de modo que não pode ser ensinada em escolas do Estado. Existem esforços para mudar esta situação, incluindo uma tentativa de incluir o napolitano no currículo da Università Federico II, em Nápoles. Mas esta tentativa foi recusada com a justificação do napolitano ser uma língua de "menor importância". Existem também tentativas legislativas a nível nacional do reconhecimento como uma língua de minoria na Itália. Porém, o napolitano é oficialmente reconhecido pela ISO 639 pelo código de NAP.
Para comparação, o Pai Nosso é reproduzido aqui em napolitano de Nápoles e do norte da Calábria, em contraste com o siciliano do sul da Calábria, italiano e latim.
| Napolitano (Nápoles) | Napolitano (Norte da Calábria) | Siciliano (Sul da Calábria) | Italiano | Latim |
| --- | --- | --- | --- | --- |
| Pate nuoste ca staje ncielo, santificammo 'o nomme tujo faje vení 'o regno tujo, sempe c' 'a vuluntà toja, accussí ncielo e nterra. Fance avè 'o ppane tutt' 'e juorne lèvece 'e rièbbete comme nuje 'e llevamme all'ate, nun nce fa spantecà, e llevace 'o male 'a tuorno. Amen. | Patre nuorru chi sta ntru cielu, chi sia santificatu u nume tuoio, venisse u riegnu tuoio, se facisse a vuluntà tuoia, sia ntru cielu ca nterra. Ranne oje u pane nuorro e tutti i juorni, perdunacce i rebita nuorri, cumu nue perdunammu i rebituri nuorri. ma liberacce e ru male. Ammèn. | Tata nostru chi' sini nt'o celu, ù si tena pe' santu u noma toi, ù vena u rregnu toi, ù si facia a voluntà com'esta nt'o celu, u stessa sup'a terra. Dùnandi ped oja u pana nostru e tutti i juorna e' pardùnandi i debiti, comu nù nc'i perdunamu ad i debituri nostri. ma liberandi d'o mala Ammèn. | Padre Nostro, che sei nei cieli, sia santificato il tuo nome. Venga il tuo regno, sia fatta la tua volontà, come in cielo, così in terra. Dacci oggi il nostro pane quotidiano, e rimetti a noi i nostri debiti, come noi li rimettiamo ai nostri debitori. E non ci indurre in tentazione, ma liberaci dal male. Amen. | Pater noster, qui es in caelis sanctificetur nomen tuum. Adveniat regnum tuum. Fiat voluntas tua sicut in caelo et in terra Panem nostrum quotidianum da nobis hodie. Et dimitte nobis debita nostra, sicut et nos dimittimus debitoribus nostris. Et ne nos inducas in temptationem; sed libera nos a malo. Amen. |